# Байбикова, Елена Михайловна
Еле́на Миха́йловна Ба́йбикова (род. 1977) — переводчик японской и ивритской литературы, культурный антрополог, переводовед.

## Биография
Лена Байбикова родилась в Ленинграде. В 1992 году школьницей уехала учиться в Израиль в рамках программы НААЛЕ. Окончила Иерусалимский еврейский университет. С 2002 по 2008 год жила в Японии, училась в аспирантуре Университета Киото по гранту Министерства образования Японии. Вернулась в Израиль в 2008 году. С 2017 года живёт и работает в Японии. Доцент кафедры русской филологии Университета иностранных языков г. Кобе.
С 2019 по 2022 годы выступала экспертом номинации «Иностранная литература» премии «Ясная Поляна».
Лауреат премии «Мастер» за литературный перевод в номинации «Детская литература» (2020)
Член Гильдии «Мастера литературного перевода», Японской Ассоциации Переводоведов и  Японского совета по детской и юношеской книге (JBBY, Japanese Board of Books For Young People).

## Научная деятельность
Исследование Байбиковой, посвященное вопросам реконструкции идентичности и социальной интеграции супруги-иностранки в смешанных русско-японских семьях (2004), стало одной из первых академических работ, рассматривающих феномен «русских жен» в Японии с позиций культурной и социальной антропологии.
В 2008 г. Байбикова получила степень доктора философии в области гуманитарных и энвиронментальных наук. В её диссертации рассматриваются социо-культурные аспекты переводческой деятельности и проблемы (авто)биографической контекстуализации перевода на примере японских переводов писем А. П. Чехова к жене.

## Переводы

### С японского языка
В переводах Лены Байбиковой (в том числе под псевдонимами Elena Baibikov и Афанасий Кунин) изданы произведения Юкио Мисимы, Рю Мураками и Харуки Мураками (сборники автобиографических эссе: «О чём я говорю, когда говорю о беге» и «Радио Мураками»), Бананы Ёсимото, Сэя Ито, Кодзи Судзуки (романы «Звонок» и «Спираль») и других авторов.
Начиная с 2010 года, Байбикова переводит современную детскую литературу Японии, в частности произведения таких писателей как Кэндзиро Хайтани («Взгляд кролика»), Кадзуми Юмото и Нобуко Итикава, а также японские книжки-картинки Ёсифуми Хасэгавы, Маруки Тоси и др. Переводчик серии книжек-картинок японского иллюстратора Кадзуо Ивамуры «14 лесных мышей», которую в 2017—2019 годах опубликовало на русском языке издательство «Самокат».
Байбикова участвовала в нескольких переводческих проектах, осуществлявшихся в рамках программы Японского Фонда по поддержке переводных изданий. Её переводы выходили во многих ведущих издательствах, таких как «Азбука», «Амфора», «ЭКСМО», «Самокат» и «КомпасГид». Неоднократно сотрудничала с журналом «Иностранная Литература». В 2012 году в качестве редактора-составителя второго за историю журнала японского номера, в 2017 году — составила и перевела мини-антологию современного японского рассказа.

### С иврита
Байбикова составила и перевела книгу стихотворений Рони Сомека «Барс и хрустальная туфелька» (2014, АРГО-РИСК). В литературных журналах «Воздух», «Зеркало» и «Контекст» в её переводах выходили поэтические подборки Хагит Гроссман и Амира Акивы Сегала. Также в переводах Байбиковой на иврит публиковались стихи Вячеслава Куприянова и других современных русскоязычных поэтов.
В 2019 в издательстве «Самокат» вышла переведённая Байбиковой книга Ури Орлева, лауреата премии Андерсена, «Остров на птичьей улице». За перевод этой книги переводчица была удостоена премии "Местер" гильдии «Мастера литературного перевода».
Графический роман Руту Модан «Имущество»(2020) в переводе Байбиковой стал первым израильским комиксом, изданным на русском языке. 